# Островська Надія Іллівна
Надія Іллівна Островська (1881 , Київ  — 4 листопада 1937 , Сандармох, Карельська АРСР ) — радянський політичний діяч, член ВЦВК .

## Біографія
Надія Островська народилася 1881 року в Києві у родині лікаря. Закінчила Ялтинську жіночу гімназію.

### Революційна діяльність та еміграція
У 1901 році вступила до РСДРП. У 1905 році — член Ялтинського комітету РСДРП. Активна учасниця революції 1905—1907 років у Криму. 1907 року за дорученням ЦК партії повернулася до Криму для ведення пропагандистської роботи, того ж року увійшла до складу Севастопольського комітету РСДРП, вела агітацію серед моряків Чорноморського флоту в Севастополі.
У 1907—1914 роках — на еміграції. Спочатку жила в Парижі, де навчалася скульптурі у французького майстра Антуана Бурделя, жила в майстернях художників « La Ruche (Вулик)». Потім переїхала до Женеви. У 1914—1916 роках жила в Москві та Петрограді.

### Російська революція та громадянська війна
У 1917 році — учасниця VII Всеросійської конференції більшовиків, працювала у Військовій організації при ЦК РСДРП(б), член Севастопольської Ради (Таврійська губернія), голова Севастопольського комітету РСДРП(б) (Таврійська губернія), партійне прізвисько «товариш Ніна». З листопада 1917 — член Таврійського губернського комітету РСДРП(б). З грудня 1917 — член Військово-революційного комітету Криму. З липня 1917 — заступник голови ЦВК Кубано-Чорноморської Радянської Республіки. У 1917—1918 роках — голова Севастопольського ревкому, права рука Розалії Землячки.

На думку авторів еміграції та істориків антикомуністичного спрямування, Островська керувала стратами у Севастополі та Євпаторії. Володимир Ігнатов у книзі «Кати і страти в історії Росії та СРСР» описує страти в Євпаторії 18 січня 1918, що розгорнулися після вбивства офіцерами секретаря міського комітету РСДРП(б) Д. Л. Караєва. На рейді стояли крейсер «Румунія» та транспорт «Трувор»:

«Офіцери виходили поодинці, розминаючи суглоби і жадібно ковтаючи свіже морське повітря. На обох судах до страт почали одночасно. Світило сонце, і натовп родичів, дружин і дітей, що стовпилися на пристані, міг бачити все. І бачила. Але їхній розпач, їхні благання про милосердя тільки радували матросів». За дві доби страт на обох кораблях було знищено близько 300 офіцерів. Деяких офіцерів спалювали живцем у топках, а перед убивством мучили 15-20 хвилин. Нещасним відрізали губи, геніталії, іноді руки та кидали у воду живими. Сім'я полковника Сеславіна у повному складі стояла на пірсі навколішки. Полковник не одразу пішов на дно, і з борту корабля його застрелив матрос. Багатьох повністю роздягали, зв'язавши руки та відтягнувши до них голову, кидали у море. Тяжко пораненого штаб-ротмістра Новацького після того, як з нього зірвали криваві бинти, що присохли до ран, живцем спалили в топці корабля. З берега за знущанням над ним спостерігали дружина та 12-річний син, якому вона заплющувала очі, а він дико вив. Стратами керувала «худенька стрижена дамочка» вчителька Надія Островська.

З лютого 1918 — член Центральної колегії з евакуації Петрограда. З травня 1918 — член Надзвичайного Чорноморського революційного комітету з оборони Новоросійського району. У березні 1918 — делегат VII з'їзді партії, потім відряджається на південь із новим «відповідальним дорученням». З квітня 1919 року — завідувачка Політичного відділу запасних частин 10-ї армії. З листопада 1919 року до 1920 року — представник ЦК РКП(б), інструктор НКВС РРФСР агітаційного поїзда імені В. І. Леніна Військового відділу ВЦВК.

### Партійна діяльність
З 1920 року — на партійній, кооперативній, радянській роботі, член колегії Відділу працівниць Виконавчого комітету Комуністичного Інтернаціоналу. У 1928 році була виключена з ВКП(б) як троцькістка. Потім — керівник групи світового господарства Інституту економічних досліджень Народного комісаріату зв'язку СРСР.

### Репресії
Заарештовано. 22 лютого 1933 року засуджено на 3 роки заслання в Йошкар-Олу. 7 червня 1935 року засуджено на 3 роки посилання в Таджицьку РСР. 20 жовтня 1935 року знову заарештовано за обвинуваченням за статтями 17, 58, п. 8, 58, п. 11 (Організатор троцькістської групи у м. Горькому). 20 листопада 1936 року засуджено до 10 років позбавлення волі та п'яти років скасування прав. Розстріляно 4 листопада 1937 року біля с. Сандармох у Карельській АРСР. Реабілітована 27 липня 1965 постановою Президії Ленміськсуду.